# チェント
チェント（伊: Cento）は、イタリア共和国エミリア＝ロマーニャ州フェラーラ県にある、人口約35,000人の基礎自治体（コムーネ）。県内第2位の人口を持つコムーネである。

## 名称
地元の言葉では以下のように呼ばれる。
- エミリア・ロマーニャ語フェラーラ方言 (it)  : Zént
- エミリア・ロマーニャ語ボローニャ方言 (it)  : Zänt

## 地理

### 位置・広がり
フェラーラ県の西端に位置する。県都フェラーラから南西へ約29km、州都ボローニャから北北西へ約26km、モデナから北東へ約30kmの距離にある。

#### 隣接コムーネ
隣接するコムーネは以下の通り。MOはモデナ県、BOはボローニャ県を示す。
- フィナーレ・エミーリア (MO) - 北
- ボンデーノ - 北東
- テッレ・デル・レーノ - 東
- ピエーヴェ・ディ・チェント (BO) - 東
- カステッロ・ダルジレ (BO) - 南東
- サン・ジョヴァンニ・イン・ペルシチェート (BO) - 南
- クレヴァルコーレ (BO) - 西

### 気候分類・地震分類
チェントにおけるイタリアの気候分類 (it) および度日は、zona E, 2294 GGである。
また、イタリアの地震リスク階級 (it) では、zona 3 (sismicità bassa) に分類される。

## 歴史
チェントの地名は、ローマ時代のポー平原のケントゥリアティオ (Centuriation) に関連付けられる。チェントは湿地帯の小さな漁村であったが、第二千年紀に入ってから農業の町として急速な発展を見せた。
12世紀、ボローニャの司教とノナントラの修道院長は、Partecipanza Agraria と呼ばれる組織を設立した。組織の土地は、設立に携わった人々の男の子孫が20年ごとに再配分し、その家門が永続的に土地を所有できるようになっていた。
1502年、教皇アレクサンデル6世はこの土地をボローニャ司教から奪い、娘のルクレツィア・ボルジアの婚資としてフェラーラ公アルフォンソ1世・デステに譲渡した。この土地は、1598年に教皇領に戻っている。

## 行政

### 分離集落
チェントには以下の分離集落（フラツィオーネ）がある。
- Renazzo, Corporeno, XII Morelli, Alberone, Casumaro, Reno Centese, Buonacompra

## 人物

### 著名な出身者
- マルコ・ゾッポ（英語版） - 15世紀（ルネサンス期）の画家
- チェーザレ・クレモニーニ（英語版） - 16～17世紀の哲学者
- グエルチーノ - 16世紀の画家。
- バルトロメオ・カンパニョーリ（英語版） - 18～19世紀のヴァイオリニスト・作曲家。
- ウーゴ・バッシ（英語版） - 19世紀のカトリック神父・愛国者。
- ジュゼッペ・ボルガッティ（英語版） - 19世紀～20世紀のテノール歌手。
- フェルッチオ・ランボルギーニ - ランボルギーニ創設者。レナッツォ出身。

### ゆかりの人物
- ベネデット・ジェンナーリ（英語版） - 16～17世紀の画家。チェントで活動・死去。
- ベンジャミン・ディズレーリ - イギリス首相。祖父はチェント出身で英国で成功したユダヤ人実業家。

## 姉妹都市
- マラテーア（イタリア、 ポテンツァ県）
- セーケシュフェヘールヴァール（ハンガリー共和国）
- ビセンテ・ロペス (アルゼンチン共和国)
- ラクイラ（イタリア、 ラクイラ県）